# インディアナ州選出のアメリカ合衆国上院議員
インディアナ州は、1816年 12月11日に連邦に加わった。以後、第1部及び第3部所属の議員44名がアメリカ合衆国上院におけるインディアナ州の代表となった。デイヴィッド・ターピーは第1部で断続的な任期を、またウィリアム・エズラ・ジェナーは第1部と第3部の双方を務めた。1913年の憲法修正第17条成立まで、上院議員はインディアナ州総会によって選出されてきた。その後は、広くインディアナ市民によって選出された。上院議員の任期は1月3日から6年間続く。空席が生じた場合は、インディアナ州知事が新たな上院議員を指名する義務を負う。インディアナ州選出上院議員のうち、最も長く務めたのは、共和党員リチャード・ルーガーである。

## 上院議員一覧
| 第1部 第1部の上院議員は西暦年を6で除算したときの剰余が1と等しい年が任期末である。最近では2006年,2012年,2018年,2024年に改選されている。次の選挙は2030年を予定している。 | 第1部 第1部の上院議員は西暦年を6で除算したときの剰余が1と等しい年が任期末である。最近では2006年,2012年,2018年,2024年に改選されている。次の選挙は2030年を予定している。 | 第1部 第1部の上院議員は西暦年を6で除算したときの剰余が1と等しい年が任期末である。最近では2006年,2012年,2018年,2024年に改選されている。次の選挙は2030年を予定している。 | 第1部 第1部の上院議員は西暦年を6で除算したときの剰余が1と等しい年が任期末である。最近では2006年,2012年,2018年,2024年に改選されている。次の選挙は2030年を予定している。 | 第1部 第1部の上院議員は西暦年を6で除算したときの剰余が1と等しい年が任期末である。最近では2006年,2012年,2018年,2024年に改選されている。次の選挙は2030年を予定している。 | 第1部 第1部の上院議員は西暦年を6で除算したときの剰余が1と等しい年が任期末である。最近では2006年,2012年,2018年,2024年に改選されている。次の選挙は2030年を予定している。 | 議会                                                                           | 第3部 第3部の上院議員は西暦年を6で除算したときの剰余が5と等しい年が任期末である。最近では2004年,2010年, 2016年,2022年に改選されている。次の選挙は2028年を予定している。 | 第3部 第3部の上院議員は西暦年を6で除算したときの剰余が5と等しい年が任期末である。最近では2004年,2010年, 2016年,2022年に改選されている。次の選挙は2028年を予定している。 | 第3部 第3部の上院議員は西暦年を6で除算したときの剰余が5と等しい年が任期末である。最近では2004年,2010年, 2016年,2022年に改選されている。次の選挙は2028年を予定している。 | 第3部 第3部の上院議員は西暦年を6で除算したときの剰余が5と等しい年が任期末である。最近では2004年,2010年, 2016年,2022年に改選されている。次の選挙は2028年を予定している。 | 第3部 第3部の上院議員は西暦年を6で除算したときの剰余が5と等しい年が任期末である。最近では2004年,2010年, 2016年,2022年に改選されている。次の選挙は2028年を予定している。 | 第3部 第3部の上院議員は西暦年を6で除算したときの剰余が5と等しい年が任期末である。最近では2004年,2010年, 2016年,2022年に改選されている。次の選挙は2028年を予定している。 |
| # | 氏名 | 所属政党 | 在職期間 | 選挙歴 | 任期 | 議会                                                                           | 任期 | 選挙歴 | 在職期間 | 所属政党 | 氏名 | # |
| 1 | ジェームズ・ノーブル | 民主 共和党 | 1816年12月11日 – 1831年2月26日 | 1816年選出 | 1 | 14                                                                             | 1 | 1816年選出 | 1816年12月11日 – 1825年3月3日 | 民主 共和党 | ウォラー・テイラー | 1 |
| 1 | ジェームズ・ノーブル | 民主 共和党 | 1816年12月11日 – 1831年2月26日 | 1816年選出 | 1 | 15                                                                             | 1 | 1816年選出 | 1816年12月11日 – 1825年3月3日 | 民主 共和党 | ウォラー・テイラー | 1 |
| 1 | ジェームズ・ノーブル | 民主 共和党 | 1816年12月11日 – 1831年2月26日 | 1816年選出 | 1 | 16                                                                             | 2 | 1818年再選 引退 | 1816年12月11日 – 1825年3月3日 | 民主 共和党 | ウォラー・テイラー | 1 |
| 1 | ジェームズ・ノーブル | 民主 共和党 | 1816年12月11日 – 1831年2月26日 | 1821年再選 | 2 | 17                                                                             | 2 | 1818年再選 引退 | 1816年12月11日 – 1825年3月3日 | 民主 共和党 | ウォラー・テイラー | 1 |
| 1 | ジェームズ・ノーブル | クロウフォード 共和党 | 1816年12月11日 – 1831年2月26日 | 1821年再選 | 2 | 18                                                                             | 2 | 1818年再選 引退 | 1816年12月11日 – 1825年3月3日 | クロウフォード 共和党 | ウォラー・テイラー | 1 |
| 1 | ジェームズ・ノーブル | 反 ジャクソン党 | 1816年12月11日 – 1831年2月26日 | 1821年再選 | 2 | 19                                                                             | 3 | 1824年選出 | 1825年3月4日 – 1837年3月3日 | 反 ジャクソン党 | ウィリアム・ヘンドリックス | 2 |
| 1 | ジェームズ・ノーブル | アダムス党 | 1816年12月11日 – 1831年2月26日 | 1827年再選 死去 | 3 | 20                                                                             | 3 | 1824年選出 | 1825年3月4日 – 1837年3月3日 | アダムス党 | ウィリアム・ヘンドリックス | 2 |
| 1 | ジェームズ・ノーブル | 反 ジャクソン党 | 1816年12月11日 – 1831年2月26日 | 1827年再選 死去 | 3 | 21                                                                             | 3 | 1824年選出 | 1825年3月4日 – 1837年3月3日 | 反 ジャクソン党 | ウィリアム・ヘンドリックス | 2 |
| 空席 | 空席 | 空席 | 1831年2月26日 – 1831年8月19日 | | 3 | 21                                                                             | 3 | 1824年選出 | 1825年3月4日 – 1837年3月3日 | 反 ジャクソン党 | ウィリアム・ヘンドリックス | 2 |
| 空席 | 空席 | 空席 | 1831年2月26日 – 1831年8月19日 | 22 | 3 | 4                                                                              | 1830年再選 再選に失敗 | | 1825年3月4日 – 1837年3月3日 | 反 ジャクソン党 | ウィリアム・ヘンドリックス | 2 |
| 2 | ロバート・ハンナ | 反 ジャクソン党 | 1831年8月19日 – 1832年1月3日 | 22 | ノーブルの任期を引き継ぐため任命 後継が議員資格を取得した際に引退 | 4                                                                              | 1830年再選 再選に失敗 | | 1825年3月4日 – 1837年3月3日 | 反 ジャクソン党 | ウィリアム・ヘンドリックス | 2 |
| 3 | ジョン・ティプトン | ジャクソン党 | 1832年1月3日 – 1839年3月3日 | 22 | ノーブルの任期を満了するため選出 | 4                                                                              | 1830年再選 再選に失敗 | | 1825年3月4日 – 1837年3月3日 | 反 ジャクソン党 | ウィリアム・ヘンドリックス | 2 |
| 3 | ジョン・ティプトン | ジャクソン党 | 1832年1月3日 – 1839年3月3日 | 1832年再選 引退 | 4 | 4                                                                              | 1830年再選 再選に失敗 | 23 | 1825年3月4日 – 1837年3月3日 | 反 ジャクソン党 | ウィリアム・ヘンドリックス | 2 |
| 3 | ジョン・ティプトン | ジャクソン党 | 1832年1月3日 – 1839年3月3日 | 1832年再選 引退 | 4 | 4                                                                              | 1830年再選 再選に失敗 | 24 | 1825年3月4日 – 1837年3月3日 | 反 ジャクソン党 | ウィリアム・ヘンドリックス | 2 |
| 3 | ジョン・ティプトン | 民主党 | 1832年1月3日 – 1839年3月3日 | 1832年再選 引退 | 4 | 25                                                                             | 5 | 1836年選出 再選に失敗 | 1837年3月4日 – 1843年3月3日 | ホイッグ党 | オリヴァー・H・スミス | 3 |
| 4 | アルバート・スミス・ホワイト | ホイッグ党 | 1839年3月4日 – 1845年3月3日 | 1838年選出 引退 | 5 | 26                                                                             | 5 | 1836年選出 再選に失敗 | 1837年3月4日 – 1843年3月3日 | ホイッグ党 | オリヴァー・H・スミス | 3 |
| 4 | アルバート・スミス・ホワイト | ホイッグ党 | 1839年3月4日 – 1845年3月3日 | 1838年選出 引退 | 5 | 27                                                                             | 5 | 1836年選出 再選に失敗 | 1837年3月4日 – 1843年3月3日 | ホイッグ党 | オリヴァー・H・スミス | 3 |
| 4 | アルバート・スミス・ホワイト | ホイッグ党 | 1839年3月4日 – 1845年3月3日 | 1838年選出 引退 | 5 | 28                                                                             | 6 | 1842年選出 再指名に失敗 | 1843年3月4日 – 1849年3月3日 | 民主党 | エドワード・A・ハネガン | 4 |
| 5 | ジェシー・D・ブライト | 民主党 | 1845年3月4日 – 1862年2月5日 | 1844年選出 | 6 | 29                                                                             | 6 | 1842年選出 再指名に失敗 | 1843年3月4日 – 1849年3月3日 | 民主党 | エドワード・A・ハネガン | 4 |
| 5 | ジェシー・D・ブライト | 民主党 | 1845年3月4日 – 1862年2月5日 | 1844年選出 | 6 | 30                                                                             | 6 | 1842年選出 再指名に失敗 | 1843年3月4日 – 1849年3月3日 | 民主党 | エドワード・A・ハネガン | 4 |
| 5 | ジェシー・D・ブライト | 民主党 | 1845年3月4日 – 1862年2月5日 | 1844年選出 | 6 | 31                                                                             | 7 | 1848年選出 死去 | 1849年3月4日 – 1852年12月4日 | 民主党 | ジェームズ・ウィットカム | 5 |
| 5 | ジェシー・D・ブライト | 民主党 | 1845年3月4日 – 1862年2月5日 | 1850年再選 | 7 | 32                                                                             | 7 | 1848年選出 死去 | 1849年3月4日 – 1852年12月4日 | 民主党 | ジェームズ・ウィットカム | 5 |
| 5 | ジェシー・D・ブライト | 民主党 | 1845年3月4日 – 1862年2月5日 | 1850年再選 | 7 | 32                                                                             | 7 | | 1852年12月4日 – 1852年12月6日 | 空席 | 空席 | 空席 |
| 5 | ジェシー・D・ブライト | 民主党 | 1845年3月4日 – 1862年2月5日 | 1850年再選 | 7 | 32                                                                             | 7 | ウィットカムの任期を引き継ぐため任命 後継が議員資格を取得した際に引退                                                                                                   | 1852年12月6日 – 1853年1月18日 | 民主党 | チャールズ・W・カスカート | 6 |
| 5 | ジェシー・D・ブライト | 民主党 | 1845年3月4日 – 1862年2月5日 | 1850年再選 | 7 | 32                                                                             | 7 | ウィットカムの任期を満了するため選出 再選に失敗 | 1853年1月18日 – 1855年3月3日 | 民主党 | ジョン・ペティット | 7 |
| 5 | ジェシー・D・ブライト | 民主党 | 1845年3月4日 – 1862年2月5日 | 1850年再選 | 7 | 33                                                                             | 7 | ウィットカムの任期を満了するため選出 再選に失敗 | 1853年1月18日 – 1855年3月3日 | 民主党 | ジョン・ペティット | 7 |
| 5 | ジェシー・D・ブライト | 民主党 | 1845年3月4日 – 1862年2月5日 | 1850年再選 | 7 | 34                                                                             | 8 | 州議会が選出に失敗 | 1855年3月4日 – 1857年2月4日 | 空席 | 空席 | 空席 |
| 5 | ジェシー・D・ブライト | 民主党 | 1845年3月4日 – 1862年2月5日 | 1850年再選 | 7 | 34                                                                             | 8 | 1857年選出 引退 | 1857年2月4日 – 1861年3月3日 | 民主党 | グレアム・N・フィッチ | 8 |
| 5 | ジェシー・D・ブライト | 民主党 | 1845年3月4日 – 1862年2月5日 | 1856年再選 南部連合支持により罷免 | 8 | 35                                                                             | 8 | 1857年選出 引退 | 1857年2月4日 – 1861年3月3日 | 民主党 | グレアム・N・フィッチ | 8 |
| 5 | ジェシー・D・ブライト | 民主党 | 1845年3月4日 – 1862年2月5日 | 1856年再選 南部連合支持により罷免 | 8 | 36                                                                             | 8 | 1857年選出 引退 | 1857年2月4日 – 1861年3月3日 | 民主党 | グレアム・N・フィッチ | 8 |
| 5 | ジェシー・D・ブライト | 民主党 | 1845年3月4日 – 1862年2月5日 | 1856年再選 南部連合支持により罷免 | 8 | 37                                                                             | 9 | 1860年選出 引退 or 再選に失敗 | 1861年3月4日 – 1867年3月3日 | 共和党 | ヘンリー・スミス・レイン | 9 |
| 空席 | 空席 | 空席 | 1862年2月5日 – 1862年2月24日 | | 8 | 37                                                                             | 9 | 1860年選出 引退 or 再選に失敗 | 1861年3月4日 – 1867年3月3日 | 共和党 | ヘンリー・スミス・レイン | 9 |
| 6 | ジョゼフ・A・ライト | Unionist | 1862年2月24日 – 1863年1月14日 | ブライトの任期を満了するため任命 後継の議員資格取得時に引退 | 8 | 37                                                                             | 9 | 1860年選出 引退 or 再選に失敗 | 1861年3月4日 – 1867年3月3日 | 共和党 | ヘンリー・スミス・レイン | 9 |
| 7 | デヴィッド・ターピー | 民主党 | 1863年1月14日 – 1863年3月3日 | ブライトの任期を満了するため選出 | 8 | 37                                                                             | 9 | 1860年選出 引退 or 再選に失敗 | 1861年3月4日 – 1867年3月3日 | 共和党 | ヘンリー・スミス・レイン | 9 |
| 8 | トーマス・A・ヘンドリックス | 民主党 | 1863年3月4日 – 1869年3月3日 | 1862年選出 引退 | 9 | 38                                                                             | 9 | 1860年選出 引退 or 再選に失敗 | 1861年3月4日 – 1867年3月3日 | 共和党 | ヘンリー・スミス・レイン | 9 |
| 8 | トーマス・A・ヘンドリックス | 民主党 | 1863年3月4日 – 1869年3月3日 | 1862年選出 引退 | 9 | 39                                                                             | 9 | 1860年選出 引退 or 再選に失敗 | 1861年3月4日 – 1867年3月3日 | 共和党 | ヘンリー・スミス・レイン | 9 |
| 8 | トーマス・A・ヘンドリックス | 民主党 | 1863年3月4日 – 1869年3月3日 | 1862年選出 引退 | 9 | 40                                                                             | 10 | 1867年選出 | 1867年3月4日 – 1877年11月1日 | 共和党 | オリヴァー・P・モートン | 10 |
| 9 | ダニエル・D・プラット | 共和党 | 1869年3月4日 – 1875年3月3日 | 1868年選出 引退 | 10 | 41                                                                             | 10 | 1867年選出 | 1867年3月4日 – 1877年11月1日 | 共和党 | オリヴァー・P・モートン | 10 |
| 9 | ダニエル・D・プラット | 共和党 | 1869年3月4日 – 1875年3月3日 | 1868年選出 引退 | 10 | 42                                                                             | 10 | 1867年選出 | 1867年3月4日 – 1877年11月1日 | 共和党 | オリヴァー・P・モートン | 10 |
| 9 | ダニエル・D・プラット | 共和党 | 1869年3月4日 – 1875年3月3日 | 1868年選出 引退 | 10 | 43                                                                             | | 1873年再選 死去 | 1867年3月4日 – 1877年11月1日 | 共和党 | オリヴァー・P・モートン | 10 |
| 10 | ジョセフ・E・マクドナルド | 民主党 | 1875年3月4日 – 1881年3月3日 | 選出年不明 再選に失敗 | 11 | 44                                                                             | | 1873年再選 死去 | 1867年3月4日 – 1877年11月1日 | 共和党 | オリヴァー・P・モートン | 10 |
| 10 | ジョセフ・E・マクドナルド | 民主党 | 1875年3月4日 – 1881年3月3日 | 選出年不明 再選に失敗 | 11 | 45                                                                             | | 1873年再選 死去 | 1867年3月4日 – 1877年11月1日 | 共和党 | オリヴァー・P・モートン | 10 |
| 10 | ジョセフ・E・マクドナルド | 民主党 | 1875年3月4日 – 1881年3月3日 | 選出年不明 再選に失敗 | 11 |                                                                                | 1877年11月1日 – 1877年11月6日 | 空席 | 空席 | 空席 | | |
| 10 | ジョセフ・E・マクドナルド | 民主党 | 1875年3月4日 – 1881年3月3日 | 選出年不明 再選に失敗 | 11 | モートンの任期を引き継ぐため任命 1879年1月31日モートンの任期を満了するため選出 | 1877年11月6日 – 1897年3月3日 | 民主党 | ダニエル・W・ヴォーヒーズ | 11 | | |
| 10 | ジョセフ・E・マクドナルド | 民主党 | 1875年3月4日 – 1881年3月3日 | 選出年不明 再選に失敗 | 11 | 46                                                                             | 1877年11月6日 – 1897年3月3日 | 民主党 | ダニエル・W・ヴォーヒーズ | 11 | 12 | 1879年再選 |
| 11 | ベンジャミン・ハリソン | 共和党 | 1881年3月3日 – 1887年3月3日 | 選出年不明 再選に失敗 | 12 | 47                                                                             | 1877年11月6日 – 1897年3月3日 | 民主党 | ダニエル・W・ヴォーヒーズ | 11 | 12 | 1879年再選 |
| 11 | ベンジャミン・ハリソン | 共和党 | 1881年3月3日 – 1887年3月3日 | 選出年不明 再選に失敗 | 12 | 48                                                                             | 1877年11月6日 – 1897年3月3日 | 民主党 | ダニエル・W・ヴォーヒーズ | 11 | 12 | 1879年再選 |
| 11 | ベンジャミン・ハリソン | 共和党 | 1881年3月3日 – 1887年3月3日 | 選出年不明 再選に失敗 | 12 | 49                                                                             | 1877年11月6日 – 1897年3月3日 | 民主党 | ダニエル・W・ヴォーヒーズ | 11 | 13 | 1885年再選 |
| 12 | デヴィッド・ターピー | 民主党 | 1887年3月4日 – 1899年3月3日 | 1887年選出 | 13 | 50                                                                             | 1877年11月6日 – 1897年3月3日 | 民主党 | ダニエル・W・ヴォーヒーズ | 11 | 13 | 1885年再選 |
| 12 | デヴィッド・ターピー | 民主党 | 1887年3月4日 – 1899年3月3日 | 1887年選出 | 13 | 51                                                                             | 1877年11月6日 – 1897年3月3日 | 民主党 | ダニエル・W・ヴォーヒーズ | 11 | 13 | 1885年再選 |
| 12 | デヴィッド・ターピー | 民主党 | 1887年3月4日 – 1899年3月3日 | 1887年選出 | 13 | 52                                                                             | 1877年11月6日 – 1897年3月3日 | 民主党 | ダニエル・W・ヴォーヒーズ | 11 | 14 | 1891年再選 再選に失敗 |
| 12 | デヴィッド・ターピー | 民主党 | 1887年3月4日 – 1899年3月3日 | 1893年再選 再選に失敗 | 14 | 53                                                                             | 1877年11月6日 – 1897年3月3日 | 民主党 | ダニエル・W・ヴォーヒーズ | 11 | 14 | 1891年再選 再選に失敗 |
| 12 | デヴィッド・ターピー | 民主党 | 1887年3月4日 – 1899年3月3日 | 1893年再選 再選に失敗 | 14 | 54                                                                             | 1877年11月6日 – 1897年3月3日 | 民主党 | ダニエル・W・ヴォーヒーズ | 11 | 14 | 1891年再選 再選に失敗 |
| 12 | デヴィッド・ターピー | 民主党 | 1887年3月4日 – 1899年3月3日 | 1893年再選 再選に失敗 | 14 | 55                                                                             | 15 | 1897年選出 | 1897年3月4日 – 1905年3月3日 | 共和党 | チャールズ・W・フェアバンクス | 12 |
| 13 | アルバート・J・ベヴァリッジ | 共和党 | 1899年3月4日 – 1911年3月3日 | 1899年1月18日選出 | 15 | 56                                                                             | 15 | 1897年選出 | 1897年3月4日 – 1905年3月3日 | 共和党 | チャールズ・W・フェアバンクス | 12 |
| 13 | アルバート・J・ベヴァリッジ | 共和党 | 1899年3月4日 – 1911年3月3日 | 1899年1月18日選出 | 15 | 57                                                                             | 15 | 1897年選出 | 1897年3月4日 – 1905年3月3日 | 共和党 | チャールズ・W・フェアバンクス | 12 |
| 13 | アルバート・J・ベヴァリッジ | 共和党 | 1899年3月4日 – 1911年3月3日 | 1899年1月18日選出 | 15 | 58                                                                             | 16 | 1903年1月20日再選 副大統領就任のため辞職 | 1897年3月4日 – 1905年3月3日 | 共和党 | チャールズ・W・フェアバンクス | 12 |
| 13 | アルバート・J・ベヴァリッジ | 共和党 | 1899年3月4日 – 1911年3月3日 | 1905年再選 再選に失敗 | 16 | 59                                                                             | 16 | フェアバンクスの任期を満了するため選出 再選に失敗 | 1905年3月4日 – 1909年3月3日 | 共和党 | ジェームズ・A・ヘメウェイ | 13 |
| 13 | アルバート・J・ベヴァリッジ | 共和党 | 1899年3月4日 – 1911年3月3日 | 1905年再選 再選に失敗 | 16 | 60                                                                             | 16 | フェアバンクスの任期を満了するため選出 再選に失敗 | 1905年3月4日 – 1909年3月3日 | 共和党 | ジェームズ・A・ヘメウェイ | 13 |
| 13 | アルバート・J・ベヴァリッジ | 共和党 | 1899年3月4日 – 1911年3月3日 | 1905年再選 再選に失敗 | 16 | 61                                                                             | 17 | 1909年1月20日選出 | 1909年3月4日 – 1916年3月14日 | 民主党 | ベンジャミン・F・シヴリー | 14 |
| 14 | ジョン・W・カーン | 民主党 | 1911年3月4日 – 1917年3月3日 | 1911年1月17日選出 再選に失敗 | 17 | 62                                                                             | 17 | 1909年1月20日選出 | 1909年3月4日 – 1916年3月14日 | 民主党 | ベンジャミン・F・シヴリー | 14 |
| 14 | ジョン・W・カーン | 民主党 | 1911年3月4日 – 1917年3月3日 | 1911年1月17日選出 再選に失敗 | 17 | 63                                                                             | 17 | 1909年1月20日選出 | 1909年3月4日 – 1916年3月14日 | 民主党 | ベンジャミン・F・シヴリー | 14 |
| 14 | ジョン・W・カーン | 民主党 | 1911年3月4日 – 1917年3月3日 | 1911年1月17日選出 再選に失敗 | 17 | 64                                                                             | 18 | 1914年再選 死去 | 1909年3月4日 – 1916年3月14日 | 民主党 | ベンジャミン・F・シヴリー | 14 |
| 14 | ジョン・W・カーン | 民主党 | 1911年3月4日 – 1917年3月3日 | 1911年1月17日選出 再選に失敗 | 17 | 64                                                                             | 18 | | 1916年3月14日 – 1916年3月20日 | 空席 | 空席 | 空席 |
| 14 | ジョン・W・カーン | 民主党 | 1911年3月4日 – 1917年3月3日 | 1911年1月17日選出 再選に失敗 | 17 | 64                                                                             | 18 | シヴリーの任期を引き継ぐため任命 補欠選挙で敗北 | 1916年3月20日 – 1916年11月7日 | 民主党 | トマス・タガート | 15 |
| 14 | ジョン・W・カーン | 民主党 | 1911年3月4日 – 1917年3月3日 | 1911年1月17日選出 再選に失敗 | 17 | 64                                                                             | 18 | シヴリーの任期を満了するため選出 | 1916年11月8日 – 1933年3月3日 | 共和党 | ジェームズ・イーライ・ワトソン | 16 |
| 15 | ハリー・ステュアート・ニュー | 共和党 | 1917年3月4日 – 1923年3月3日 | 1916年選出 再指名に失敗 | 18 | 65                                                                             | 18 | シヴリーの任期を満了するため選出 | 1916年11月8日 – 1933年3月3日 | 共和党 | ジェームズ・イーライ・ワトソン | 16 |
| 15 | ハリー・ステュアート・ニュー | 共和党 | 1917年3月4日 – 1923年3月3日 | 1916年選出 再指名に失敗 | 18 | 66                                                                             | 18 | シヴリーの任期を満了するため選出 | 1916年11月8日 – 1933年3月3日 | 共和党 | ジェームズ・イーライ・ワトソン | 16 |
| 15 | ハリー・ステュアート・ニュー | 共和党 | 1917年3月4日 – 1923年3月3日 | 1916年選出 再指名に失敗 | 18 | 67                                                                             | 19 | 1920年再選 | 1916年11月8日 – 1933年3月3日 | 共和党 | ジェームズ・イーライ・ワトソン | 16 |
| 16 | サミュエル・M・ラルストン | 民主党 | 1923年3月4日 – 1925年10月14日 | 1922年選出 死去 | 19 | 68                                                                             | 19 | 1920年再選 | 1916年11月8日 – 1933年3月3日 | 共和党 | ジェームズ・イーライ・ワトソン | 16 |
| 16 | サミュエル・M・ラルストン | 民主党 | 1923年3月4日 – 1925年10月14日 | 1922年選出 死去 | 19 | 69                                                                             | 19 | 1920年再選 | 1916年11月8日 – 1933年3月3日 | 共和党 | ジェームズ・イーライ・ワトソン | 16 |
| 空席 | 空席 | 空席 | 1925年10月14日 – 1925年10月20日 | | 19 |                                                                                | 19 | 1920年再選 | 1916年11月8日 – 1933年3月3日 | 共和党 | ジェームズ・イーライ・ワトソン | 16 |
| 17 | アーサー・レイモンド・ロビンソン | 共和党 | 1925年10月20日 – 1935年1月3日 | ラルストンの任期を引き継ぐため任命 1926年11月3日ラルストンの任期を満了するため選出                                                                                     | 19 |                                                                                | 19 | 1920年再選 | 1916年11月8日 – 1933年3月3日 | 共和党 | ジェームズ・イーライ・ワトソン | 16 |
| 17 | アーサー・レイモンド・ロビンソン | 共和党 | 1925年10月20日 – 1935年1月3日 | ラルストンの任期を引き継ぐため任命 1926年11月3日ラルストンの任期を満了するため選出                                                                                     | 19 | 70                                                                             | 20 | 1926年再選 再選に失敗 | 1916年11月8日 – 1933年3月3日 | 共和党 | ジェームズ・イーライ・ワトソン | 16 |
| 17 | アーサー・レイモンド・ロビンソン | 共和党 | 1925年10月20日 – 1935年1月3日 | 1928年再選 再選に失敗 | 20 | 71                                                                             | 20 | 1926年再選 再選に失敗 | 1916年11月8日 – 1933年3月3日 | 共和党 | ジェームズ・イーライ・ワトソン | 16 |
| 17 | アーサー・レイモンド・ロビンソン | 共和党 | 1925年10月20日 – 1935年1月3日 | 1928年再選 再選に失敗 | 20 | 72                                                                             | 20 | 1926年再選 再選に失敗 | 1916年11月8日 – 1933年3月3日 | 共和党 | ジェームズ・イーライ・ワトソン | 16 |
| 17 | アーサー・レイモンド・ロビンソン | 共和党 | 1925年10月20日 – 1935年1月3日 | 1928年再選 再選に失敗 | 20 | 73                                                                             | 21 | 1932年選出 | 1933年3月4日 – 1944年1月25日 | 民主党 | フレデリック・ヴァン・ナイズ | 17 |
| 18 | シャーマン・ミントン | 民主党 | 1935年1月3日 – 1941年1月3日 | 1934年選出 再選に失敗 | 21 | 74                                                                             | 21 | 1932年選出 | 1933年3月4日 – 1944年1月25日 | 民主党 | フレデリック・ヴァン・ナイズ | 17 |
| 18 | シャーマン・ミントン | 民主党 | 1935年1月3日 – 1941年1月3日 | 1934年選出 再選に失敗 | 21 | 75                                                                             | 21 | 1932年選出 | 1933年3月4日 – 1944年1月25日 | 民主党 | フレデリック・ヴァン・ナイズ | 17 |
| 18 | シャーマン・ミントン | 民主党 | 1935年1月3日 – 1941年1月3日 | 1934年選出 再選に失敗 | 21 | 76                                                                             | 22 | 1938年再選 死去 | 1933年3月4日 – 1944年1月25日 | 民主党 | フレデリック・ヴァン・ナイズ | 17 |
| 19 | レイモンド・E・ウィリス | 共和党 | 1941年1月3日 – 1947年1月3日 | 1940年選出 引退 | 22 | 77                                                                             | 22 | 1938年再選 死去 | 1933年3月4日 – 1944年1月25日 | 民主党 | フレデリック・ヴァン・ナイズ | 17 |
| 19 | レイモンド・E・ウィリス | 共和党 | 1941年1月3日 – 1947年1月3日 | 1940年選出 引退 | 22 | 78                                                                             | 22 | 1938年再選 死去 | 1933年3月4日 – 1944年1月25日 | 民主党 | フレデリック・ヴァン・ナイズ | 17 |
| 19 | レイモンド・E・ウィリス | 共和党 | 1941年1月3日 – 1947年1月3日 | 1940年選出 引退 | 22 |                                                                                | 22 | 1944年1月25日 – 1944年1月28日 | 空席 | 空席 | 空席 | |
| 19 | レイモンド・E・ウィリス | 共和党 | 1941年1月3日 – 1947年1月3日 | 1940年選出 引退 | 22 | ヴァン・ナイズの任期を引き継ぐため任命 後継選出時に引退                        | 22 | 1944年1月28日 – 1944年11月13日 | 民主党 | サミュエル・D・ジャクソン | 18 | |
| 19 | レイモンド・E・ウィリス | 共和党 | 1941年1月3日 – 1947年1月3日 | 1940年選出 引退 | 22 | ヴァン・ナイズの任期を満了するため選出 引退                                    | 22 | 1944年11月14日 – 1945年1月3日 | 共和党 | ウィリアム・E・ジェナー | 19 | |
| 19 | レイモンド・E・ウィリス | 共和党 | 1941年1月3日 – 1947年1月3日 | 1940年選出 引退 | 22 | 79                                                                             | 23 | 1944年選出 | 1945年1月3日 – 1963年1月3日 | 共和党 | ホーマー・E・ケイプハート | 20 |
| 20 | ウィリアム・エズラ・ジェナー | 共和党 | 1947年1月3日 – 1959年1月3日 | 1946年選出 | 23 | 80                                                                             | 23 | 1944年選出 | 1945年1月3日 – 1963年1月3日 | 共和党 | ホーマー・E・ケイプハート | 20 |
| 20 | ウィリアム・エズラ・ジェナー | 共和党 | 1947年1月3日 – 1959年1月3日 | 1946年選出 | 23 | 81                                                                             | 23 | 1944年選出 | 1945年1月3日 – 1963年1月3日 | 共和党 | ホーマー・E・ケイプハート | 20 |
| 20 | ウィリアム・エズラ・ジェナー | 共和党 | 1947年1月3日 – 1959年1月3日 | 1946年選出 | 23 | 82                                                                             | 24 | 1950年再選 | 1945年1月3日 – 1963年1月3日 | 共和党 | ホーマー・E・ケイプハート | 20 |
| 20 | ウィリアム・エズラ・ジェナー | 共和党 | 1947年1月3日 – 1959年1月3日 | 1952年再選 引退 | 24 | 83                                                                             | 24 | 1950年再選 | 1945年1月3日 – 1963年1月3日 | 共和党 | ホーマー・E・ケイプハート | 20 |
| 20 | ウィリアム・エズラ・ジェナー | 共和党 | 1947年1月3日 – 1959年1月3日 | 1952年再選 引退 | 24 | 84                                                                             | 24 | 1950年再選 | 1945年1月3日 – 1963年1月3日 | 共和党 | ホーマー・E・ケイプハート | 20 |
| 20 | ウィリアム・エズラ・ジェナー | 共和党 | 1947年1月3日 – 1959年1月3日 | 1952年再選 引退 | 24 | 85                                                                             | 25 | 1956年再選 再選に失敗 | 1945年1月3日 – 1963年1月3日 | 共和党 | ホーマー・E・ケイプハート | 20 |
| 21 | ヴァンス・ハートキー | 民主党 | 1959年1月3日 – 1977年1月3日 | 1958年選出 | 25 | 86                                                                             | 25 | 1956年再選 再選に失敗 | 1945年1月3日 – 1963年1月3日 | 共和党 | ホーマー・E・ケイプハート | 20 |
| 21 | ヴァンス・ハートキー | 民主党 | 1959年1月3日 – 1977年1月3日 | 1958年選出 | 25 | 87                                                                             | 25 | 1956年再選 再選に失敗 | 1945年1月3日 – 1963年1月3日 | 共和党 | ホーマー・E・ケイプハート | 20 |
| 21 | ヴァンス・ハートキー | 民主党 | 1959年1月3日 – 1977年1月3日 | 1958年選出 | 25 | 88                                                                             | 26 | 1962年選出 | 1963年1月3日 – 1981年1月3日 | 民主党 | バーチ・バイ | 21 |
| 21 | ヴァンス・ハートキー | 民主党 | 1959年1月3日 – 1977年1月3日 | 1964年再選 | 26 | 89                                                                             | 26 | 1962年選出 | 1963年1月3日 – 1981年1月3日 | 民主党 | バーチ・バイ | 21 |
| 21 | ヴァンス・ハートキー | 民主党 | 1959年1月3日 – 1977年1月3日 | 1964年再選 | 26 | 90                                                                             | 26 | 1962年選出 | 1963年1月3日 – 1981年1月3日 | 民主党 | バーチ・バイ | 21 |
| 21 | ヴァンス・ハートキー | 民主党 | 1959年1月3日 – 1977年1月3日 | 1964年再選 | 26 | 91                                                                             | 27 | 1968年再選 | 1963年1月3日 – 1981年1月3日 | 民主党 | バーチ・バイ | 21 |
| 21 | ヴァンス・ハートキー | 民主党 | 1959年1月3日 – 1977年1月3日 | 1970年再選 再選に失敗 | 27 | 92                                                                             | 27 | 1968年再選 | 1963年1月3日 – 1981年1月3日 | 民主党 | バーチ・バイ | 21 |
| 21 | ヴァンス・ハートキー | 民主党 | 1959年1月3日 – 1977年1月3日 | 1970年再選 再選に失敗 | 27 | 93                                                                             | 27 | 1968年再選 | 1963年1月3日 – 1981年1月3日 | 民主党 | バーチ・バイ | 21 |
| 21 | ヴァンス・ハートキー | 民主党 | 1959年1月3日 – 1977年1月3日 | 1970年再選 再選に失敗 | 27 | 94                                                                             | 28 | 1974年再選 再選に失敗 | 1963年1月3日 – 1981年1月3日 | 民主党 | バーチ・バイ | 21 |
| 22 | リチャード・ルーガー | 共和党 | 1977年1月3日 – 2013年1月3日 | 1976年選出 | 28 | 95                                                                             | 28 | 1974年再選 再選に失敗 | 1963年1月3日 – 1981年1月3日 | 民主党 | バーチ・バイ | 21 |
| 22 | リチャード・ルーガー | 共和党 | 1977年1月3日 – 2013年1月3日 | 1976年選出 | 28 | 96                                                                             | 28 | 1974年再選 再選に失敗 | 1963年1月3日 – 1981年1月3日 | 民主党 | バーチ・バイ | 21 |
| 22 | リチャード・ルーガー | 共和党 | 1977年1月3日 – 2013年1月3日 | 1976年選出 | 28 | 97                                                                             | 29 | 1980年選出 | 1981年1月3日 – 1989年1月3日 | 共和党 | ダン・クエール | 22 |
| 22 | リチャード・ルーガー | 共和党 | 1977年1月3日 – 2013年1月3日 | 1982年再選 | 29 | 98                                                                             | 29 | 1980年選出 | 1981年1月3日 – 1989年1月3日 | 共和党 | ダン・クエール | 22 |
| 22 | リチャード・ルーガー | 共和党 | 1977年1月3日 – 2013年1月3日 | 1982年再選 | 29 | 99                                                                             | 29 | 1980年選出 | 1981年1月3日 – 1989年1月3日 | 共和党 | ダン・クエール | 22 |
| 22 | リチャード・ルーガー | 共和党 | 1977年1月3日 – 2013年1月3日 | 1982年再選 | 29 | 100                                                                            | 30 | 1986年再選 副大統領就任のため辞職 | 1981年1月3日 – 1989年1月3日 | 共和党 | ダン・クエール | 22 |
| 22 | リチャード・ルーガー | 共和党 | 1977年1月3日 – 2013年1月3日 | 1988年再選 | 30 | 101                                                                            | 30 | クエールの任期を引き継ぐため任命 クエールの任期を満了するため選出 | 1989年1月3日 – 1999年1月3日 | 共和党 | ダン・コーツ | 23 |
| 22 | リチャード・ルーガー | 共和党 | 1977年1月3日 – 2013年1月3日 | 1988年再選 | 30 | 102                                                                            | 30 | クエールの任期を引き継ぐため任命 クエールの任期を満了するため選出 | 1989年1月3日 – 1999年1月3日 | 共和党 | ダン・コーツ | 23 |
| 22 | リチャード・ルーガー | 共和党 | 1977年1月3日 – 2013年1月3日 | 1988年再選 | 30 | 103                                                                            | 31 | 1992年再選 引退 | 1989年1月3日 – 1999年1月3日 | 共和党 | ダン・コーツ | 23 |
| 22 | リチャード・ルーガー | 共和党 | 1977年1月3日 – 2013年1月3日 | 1994年再選 | 31 | 104                                                                            | 31 | 1992年再選 引退 | 1989年1月3日 – 1999年1月3日 | 共和党 | ダン・コーツ | 23 |
| 22 | リチャード・ルーガー | 共和党 | 1977年1月3日 – 2013年1月3日 | 1994年再選 | 31 | 105                                                                            | 31 | 1992年再選 引退 | 1989年1月3日 – 1999年1月3日 | 共和党 | ダン・コーツ | 23 |
| 22 | リチャード・ルーガー | 共和党 | 1977年1月3日 – 2013年1月3日 | 1994年再選 | 31 | 106                                                                            | 32 | 1998年選出 | 1999年1月3日 – 2011年1月3日 | 民主党 | エヴァン・バイ | 24 |
| 22 | リチャード・ルーガー | 共和党 | 1977年1月3日 – 2013年1月3日 | 2000年再選 | 32 | 107                                                                            | 32 | 1998年選出 | 1999年1月3日 – 2011年1月3日 | 民主党 | エヴァン・バイ | 24 |
| 22 | リチャード・ルーガー | 共和党 | 1977年1月3日 – 2013年1月3日 | 2000年再選 | 32 | 108                                                                            | 32 | 1998年選出 | 1999年1月3日 – 2011年1月3日 | 民主党 | エヴァン・バイ | 24 |
| 22 | リチャード・ルーガー | 共和党 | 1977年1月3日 – 2013年1月3日 | 2000年再選 | 32 | 109                                                                            | 33 | 2004年再選 引退 | 1999年1月3日 – 2011年1月3日 | 民主党 | エヴァン・バイ | 24 |
| 22 | リチャード・ルーガー | 共和党 | 1977年1月3日 – 2013年1月3日 | 2006年再選 再指名に失敗 | 33 | 110                                                                            | 33 | 2004年再選 引退 | 1999年1月3日 – 2011年1月3日 | 民主党 | エヴァン・バイ | 24 |
| 22 | リチャード・ルーガー | 共和党 | 1977年1月3日 – 2013年1月3日 | 2006年再選 再指名に失敗 | 33 | 111                                                                            | 33 | 2004年再選 引退 | 1999年1月3日 – 2011年1月3日 | 民主党 | エヴァン・バイ | 24 |
| 22 | リチャード・ルーガー | 共和党 | 1977年1月3日 – 2013年1月3日 | 2006年再選 再指名に失敗 | 33 | 112                                                                            | 34 | 2010年選出 引退 | 2011年1月3日 – 2017年1月3日 | 共和党 | ダン・コーツ | 25 |
| 23 | ジョー・ドネリー | 民主党 | 2013年1月3日 – 現職 | 2012年選出 再選に失敗 | 34 | 113                                                                            | 34 | 2010年選出 引退 | 2011年1月3日 – 2017年1月3日 | 共和党 | ダン・コーツ | 25 |
| 23 | ジョー・ドネリー | 民主党 | 2013年1月3日 – 現職 | 2012年選出 再選に失敗 | 34 | 114                                                                            | 34 | 2010年選出 引退 | 2011年1月3日 – 2017年1月3日 | 共和党 | ダン・コーツ | 25 |
| 23 | ジョー・ドネリー | 民主党 | 2013年1月3日 – 現職 | 2012年選出 再選に失敗 | 34 | 115                                                                            | 35 | 2016年選出 | 2017年1月3日 – 現職 | 共和党 | トッド・ヤング | 26 |
| 24 | マイク・ブラウン (1954年生の政治家) | 共和党 | 2019年1月3日 – 2025年1月3日 | 2018年選出インディアナ州知事選出馬のため引退 | 35 | 116                                                                            | 35 | 2016年選出 | 2017年1月3日 – 現職 | 共和党 | トッド・ヤング | 26 |
| 24 | マイク・ブラウン (1954年生の政治家) | 共和党 | 2019年1月3日 – 2025年1月3日 | 2018年選出インディアナ州知事選出馬のため引退 | 35 | 117                                                                            | 35 | 2016年選出 | 2017年1月3日 – 現職 | 共和党 | トッド・ヤング | 26 |
| 24 | マイク・ブラウン (1954年生の政治家) | 共和党 | 2019年1月3日 – 2025年1月3日 | 2018年選出インディアナ州知事選出馬のため引退 | 35 | 118                                                                            | 36 | 2022年再選 | 2017年1月3日 – 現職 | 共和党 | トッド・ヤング | 26 |
| 25 | ジム・バンクス | 共和党 | 2025年1月3日 – 現職 | 2024年選出 | 36 | 119                                                                            | 36 | 2022年再選 | 2017年1月3日 – 現職 | 共和党 | トッド・ヤング | 26 |
| 25 | ジム・バンクス | 共和党 | 2025年1月3日 – 現職 | 2024年選出 | 36 | 120                                                                            | 36 | 2022年再選 | 2017年1月3日 – 現職 | 共和党 | トッド・ヤング | 26 |
| 25 | ジム・バンクス | 共和党 | 2025年1月3日 – 現職 | 2024年選出 | 36 | 121                                                                            | 37 | 2028年改選予定 | 2028年改選予定 | 2028年改選予定 | 2028年改選予定 | 2028年改選予定 |
| # | 氏名 | 所属政党 | 在職期間 | 選挙歴 | 任 期 |                                                                                | 任 期 | 選挙歴 | 在職期間 | 所属政党 | 氏名 | # |
| 第1部 | 第1部 | 第1部 | 第1部 | 第1部 | 第1部 | 第3部                                                                          | 第3部 | 第3部 | 第3部 | 第3部 | 第3部 | |

## 他の高位の職
以下の上院議員は、下院議員経験者でもある。
- ジョーゼフ・A・ライト
- トマス・A・ヘンドリックス
- ジョーゼフ・E・マクドナルド
- ウィリアム・ヘンドリックス
- オリヴァー・H・スミス
- アルバート・スミス・ホワイト
- エドワード・A・ハネガン
- チャールズ・W・カスカート
- ジョン・ペティット
- グレアム・N・フィッチ
- ヘンリー・スミス・レイン
- ダニエル・W・ヴォーヒーズ[4]
- ジェイムズ・A・ヘメウェイ
- ベンジャミン・F・シヴリー
- ジェイムズ・イーライ・ワトソン
- ダン・クエール
- ダン・コーツ

## 註
1. ↑  Byrd, p. 105.
2. ↑  “Fairbanks in Indiana.”. The New York Times. (1897年1月21日). p. 2
3. ↑  Byrd, p. 104
4. ↑  1865年3月4日に下院議員として信任状を与えられたが、彼の当選が覆される1866年2月23日までしか勤めなかった。